# Novodonbaske, Starobilsk
Novodonbaske (în ucraineană Новодонбаське) este un sat în comuna Kalmîkivka din raionul Starobilsk, regiunea Luhansk, Ucraina.

## Demografie
Componența lingvistică a localității Novodonbaske
     Ucraineană (89,36%)
     Rusă (10,64%)
Conform recensământului din 2001, majoritatea populației localității Novodonbaske era vorbitoare de ucraineană (89,36%), existând în minoritate și vorbitori de rusă (10,64%).